# Gordon Matta-Clark

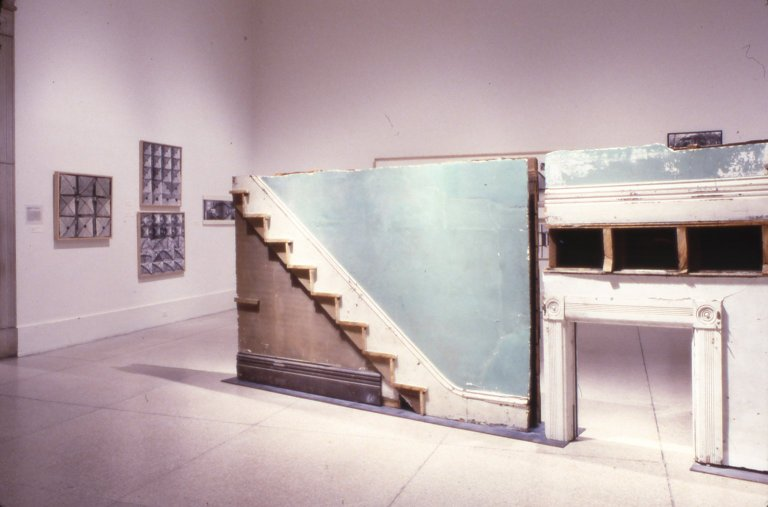
Wystawa retrospektywna Brooklyn Museum w maju 1988

Gordon Matta-Clark (ur. 22 czerwca 1943 w Nowym Jorku, zm. 27 sierpnia 1978 tamże) – amerykański artysta, z wykształcenia architekt. 
Syn malarza Roberto Matty Echaurrena oraz artystki Anny Clark, był jednym z najważniejszych amerykańskich artystów na przełomie lat 60-70. Do dziś jest znany głównie jako twórca wielu samowolnych i nietrwałych interwencji architektonicznych, tzw. cięć, z których dziś pozostały jedynie fotografie oraz filmy autorstwa Matty-Clarcka bądź jego przyjaciół-artystów, będące dokumentacją działań artysty. Ponadto autor wielu instalacji, fotografii, obiektów i współzałożyciel inicjatyw artystycznych (grupa Anarchitecture, restauracja Food).

## Filmy
- Fresh Kill, 1972
  - Film 16 mm, przeniesiony z super-8, 12.48 minut
  - Fresh Kill to nazwa wysypiska śmieci na nowojorskiej Staten Island. Film, będący jedną z pierwszych prac wideo Matty-Clarka, jest zapisem procesu zniszczenia należącego do artysty samochodu „Herman Meydag” za pomocą buldożera.

- Clockshower, 1974
  - Film 16 mm, przeniesiony z super-8, 13.50 minut
  - Zapis jednej z najbardziej śmiałych akcji Matty-Clarka, w ramach której artysta wspiął się na wieżę zegarową w Nowym Jorku (poniżej mieściła się w owym czasie Clocktower Gallery) po czym przystąpił do toalety, myjąc się, goląc i szczotkując zęby pod tarczą zegara.

- Splitting, 1974
  - Film 16 mm, przeniesiony z super-8, 10.50 minut
  - Na Humphrey Street, w zamieszkanej przez czarnoskórych dzielnicy Englewood w stanie New Jersey, gdzie większość domów przeznaczono do rozbiórki, Gordon Matta-Clark dokonał swojej najgłośniejszej akcji, polegającej na dosłownym przecięciu budynku na pół i jednoczesnym usunięciu wąskiego pionowego fragmentu. Obydwie połowy budynku podniesiono ponad mury fundamentów, co spowodowało powstanie szczeliny o rozwartości około pięciu stopni. Splitting interpretowano jako komentarz do rozkładu więzi społecznych w Ameryce w latach 70. albo jako mizoginiczny atak na „domowość” wiązaną z kobiecością. Istnieje jednak także możliwość interpretacji zabiegu Matty-Clarka jako ideologicznej krytyki mitu podmiejskiego domu.

- Bingo, 1974
  - Film 16 mm, przeniesiony z super-8, 9.40 minut
  - W sierpniu 1974 roku, w ramach wystawy plenerowej Artpark ’74, Matta-Clark otrzymał do dyspozycji przeznaczony do rozbiórki dom w Niagara Falls, w stanie Nowy Jork. Fasadę tego typowego amerykańskiego domu jednorodzinnego podzielił na dziewięć pól równej wielkości, które usuwał po kolei, pozostawiając jeden, centralnie położony fragment. Artyście udało się wyciąć także ten fragment, gdyż robotnicy zgodzili się wstrzymać rozbiórkę do następnego dnia. Dziewięć segmentów załadowano następnie do skrzyń, z których pięć zniszczono, a pozostałe pokazano na wystawie Gordona Matty-Clarka w nowojorskiej John Gibson Gallery. Nazwa filmu odnosi się do gry, która jest popularna w tamtejszej okolicy.

- Conical Intersect, 1975
  - Film 16 mm, 18.40 minut
  - Latem 1975 roku, w ramach paryskiego Biennale Sztuki, Gordon Matta-Clark wyciął fragment siedemnastowiecznej budowli (właściwie dwóch domów), położonej w dzielnicy Les Halles, niedaleko powstającego w owym czasie Centrum Pompidou. Cięcie, które przybrało kształt przesuniętego stożka, zainspirowane zostało filmem Anthony’ego McCalla Line Describing a Cone (1973). Przez dwa tygodnie przechodnie mogli oglądać artystę wraz z pomocnikami przy pracy. Efektem był widok, który ze środka przypominał ogromny przyrząd optyczny, przez który można było obserwować miasto. Z poziomu ulicy zaś, zabytkowy dom otwierał się na futurystyczną architekturę nowego centrum sztuki.

```

```